# David Estrada
David Estrada (Morelia, 4 febbraio 1988) è un ex calciatore messicano naturalizzato statunitense, di ruolo attaccante.

## Palmarès

### Club

#### Competizioni nazionali
- Lamar Hunt U.S. Open Cup: 2

Seattle Sounders: 2010, 2011